# Trophée Bill-Hunter
Pour le trophée de la Ligue de hockey de l'Ouest, voir Trophée commémoratif Bill-Hunter.
Le trophée Bill-Hunter est une récompense qui était remise annuellement au meilleur pointeur de hockey sur glace de la saison dans l'Association mondiale de hockey.

## Historique
Le trophée porte le nom de Bill Hunter, fondateur des Oilers de l'Alberta, futurs Oilers d'Edmonton.
À l'issue de la première saison 1972-1973, André Lacroix des Blazers de Philadelphie termine meilleur pointeur de la saison avec un total de 124 réalisations ; il est également le meilleur passeur de la saison avec 74 assistances et compte six points d'avance sur le deuxième au classement. La saison suivante Lacroix est deuxième du classement, six points derrière Mike Walton des Fighting Saints du Minnesota, auteur de 117 points dont 57 buts, le plus haut total du circuit.
Lacroix remporte son deuxième trophée Hunter en saison 1974-1975 en battant sa marque de la première saison : il compte en effet 147 points dont 106 passes décisives. À partir de la saison 1975-1976, le titre de meilleur pointeur du circuit revient à chaque fois à un joueur des Nordiques de Québec. Marc Tardif et Réal Cloutier, se partagent ainsi un trophée sur deux dont un total record de 154 points en 1977-1978 pour Tardif. Ce dernier remporte à chaque fois le titre de meilleur pointeur mais également celui de meilleur buteur et passeur,.
| Saison    | Vainqueur     | Équipe                       | Pts |
| --------- | ------------- | ---------------------------- | --- |
| 1972-1973 | André Lacroix | Blazers de Philadelphie      | 124 |
| 1973-1974 | Mike Walton   | Fighting Saints du Minnesota | 117 |
| 1974-1975 | André Lacroix | Mariners de San Diego        | 147 |
| 1975-1976 | Marc Tardif   | Nordiques de Québec          | 148 |
| 1976-1977 | Réal Cloutier | Nordiques de Québec          | 141 |
| 1977-1978 | Marc Tardif   | Nordiques de Québec          | 154 |
| 1978-1979 | Réal Cloutier | Nordiques de Québec          | 129 |